# Melissa Wu
Melissa Paige Wu (Sídney, 3 de mayo de 1992) es una deportista australiana que compite en saltos de plataforma.
Participó en cuatro Juegos Olímpicos de Verano, entre los años 2008 y 2020, obteniendo dos medallas, plata en Pekín 2008, en la prueba sincronizada (junto con Briony Cole), y bronce en Tokio 2020, en la prueba individual.
Ganó tres medallas en el Campeonato Mundial de Natación entre los años 2007 y 2015.

## Palmarés internacional
| Juegos Olímpicos   | Juegos Olímpicos      | Juegos Olímpicos  | Juegos Olímpicos             |
| Año                | Lugar                 | Medalla           | Prueba                       |
| ------------------ | --------------------- | ----------------- | ---------------------------- |
| 2008               | Pekín (China)         | Medalla de plata  | Plataforma 10 m sincro       |
| 2020               | Tokio (Japón)         | Medalla de bronce | Plataforma 10 m              |
| Campeonato Mundial |                       |                   |                              |
| Año                | Lugar                 | Medalla           | Prueba                       |
| 2007               | Melbourne (Australia) | Medalla de plata  | Plataforma 10 m sincro       |
| 2011               | Shanghái (China)      | Medalla de plata  | Plataforma 10 m sincro       |
| 2015               | Kazán (Rusia)         | Medalla de bronce | Plataforma 10 m sincro mixto |